# Бобовиков, Ратмир Степанович
Ратми́р Степа́нович Бобовико́в (12 июля 1927 года, г. Лодейное Поле, — 1 августа 2002 года, Санкт-Петербург) — советский партийный и государственный деятель, председатель Ленинградского облисполкома (1980—1983), первый секретарь Владимирского обкома КПСС (1983—1989).

## Биография
В годы войны находился в эвакуации. С 1944 года, вернувшись в Лодейное Поле, работал машинистом погрузо-разгрузочной машины 5-й ленинградской электростанции, учётчиком тракторной бригады Сунской машиностроительной станции (Кировская область). В 1947 году вступил в ВКП(б). С 1951 года, окончив спецфакультет Ленинградского электротехнического института, работал инженером на предприятиях оборонной промышленности, секретарём парткома НИИ электрофизической аппаратуры в Ленинграде; кандидат технических наук.
С 1962 г. — на партийной работе: заместитель заведующего отделом оборонной промышленности горкома и обкома, 1-й секретарь Октябрьского райкома партии (Ленинград, 1969—1972), секретарь Ленинградского горкома КПСС (1972); секретарь (1972—1978), второй секретарь (1978—1980) Ленинградского обкома КПСС.
С 25 ноября 1980 года по 22 декабря 1983 года — председатель исполкома Ленинградского областного Совета.
С 16 декабря 1983 года по 10 августа 1989 года — первый секретарь Владимирского обкома КПСС.
В конце 1990-х годов работал начальником отдела в ассоциации «Северо-Запад».
Был избран депутатом (от Ленинграда) Верховного Совета РСФСР IX созыва (1975—1980, был председателем Комиссии по промышленности Верховного Совета с 15.7.1975 по 14.2.1980); депутатом Совета Союза Верховного Совета СССР 10-го (1979—1984, от Ленинградской области) и 11-го (1984—1989, от Владимирской области) созывов. Делегат XXV (1976), XXVI (1981) и XXVII съездов КПСС (1986). Член Центральной ревизионной комиссии КПСС (1976—1981), кандидат в члены ЦК КПСС (1981—1990).
Похоронен на Смоленском православном кладбище.

## Награды и звания
- орден Октябрьской Революции
- четыре ордена Трудового Красного Знамени
- орден «Знак Почёта»
- медали, в том числе «За доблестный труд», «За доблестный труд в Великой Отечественной войне 1941-1945 гг.»[3]
- знак отличия «За вклад в развитие Ленинградской области»[1].

## Комментарии
1. ↑  По другим данным — 1 сентября 2002 года[1].
2. ↑  По другим данным — с 22 декабря 1983 года[1].